# Прохоренков Олексій Олексійович
Олексій Олексійович Прохоренков (нар. 21 жовтня 1971, Дятьково, Брянська область, РРФСР) — радянський, російський та український футболіст, нападник.

## Життєпис
Вихованець ХОСШІСП Харкова. У 1990 році він розпочав свою професійну кар'єру в клубі «Дніпро» (Черкаси). У липні 1994 року перейшов у тернопільську «Ниву». У вересні 1995 року виступав за «Кристал» з Чорткова. У квітні 1996 року покинув тернопільський клуб, а потім декілька місяців грав у китайській команді. На початку 1997 року повернувся в Україну, де захищав кольори команди «Явір» (Краснопілля), успішна гра в клубі привернула увагу багатьох. У грудні 1997 року переїхав до Росії, де підписав контракт з московським «Динамо», за який дебютував 11 червня 1998 року в домашньому матчі 11-го туру проти «Ростсільмашу», вийшовши на 72-й хвилині на заміну Лаки Ізібору. За Динамо в тому сезоні провів 5 матчів і в усіх виходив на заміну, грав же в основному за фарм-клуб. Влітку 1999 року переїхав до литовського «Жальгіріса» з Каунаса, який 2000 року змінив свою назву на «Каунас». На початку 2003 року був гравцем сумського «Спартака», де й завершив професіональну кар'єру. Далі протягом року грав за аматорський клуб «Локомотив» з Куп'янська.

## Досягнення
- А-ліга
  -  Чемпіон (2): 1999, 2000